# Franjo Mihalić
Pour les articles homonymes, voir Mihalić.
Franjo Mihalić (en cyrillique : Фрањо Михалић), né le 9 mars 1920 à Kutina et mort le 14 février 2015 à Belgrade, est un athlète yougoslave puis croate et serbe spécialiste du fond. Licencié au Partizan Belgrade, il mesure 1,71 m pour 58 kg.

## Carrière

### Palmarès
| Date | Compétition                   | Lieu       | Résultat | Épreuve       | Performance       |
| ---- | ----------------------------- | ---------- | -------- | ------------- | ----------------- |
| 1951 | Jeux méditerranéens           | Alexandrie | 2e       | 10 000 mètres | 31 min 42 s 8     |
| 1952 | Corrida de la Saint-Sylvestre | São Paulo  | 1er      |               |                   |
| 1952 | Jeux olympiques d'été         | Helsinki   | 18e      | 10 000 mètres | 30 min 53 s 2     |
| 1953 | Cross des nations             | Paris      | 1er      | Individuel    |                   |
| 1954 | Corrida de la Saint-Sylvestre | São Paulo  | 1er      |               |                   |
| 1954 | Championnats d'Europe         | Berne      | 5e       | 10 000 mètres | 29 min 59 s 6     |
| 1956 | Jeux olympiques d'été         | Melbourne  | 2e       | Marathon      | 2 h 26 min 32 s   |
| 1958 | Marathon de Boston            | Boston     | 1er      | Marathon      | 2 h 25 min 54 s   |
| 1960 | Jeux olympiques d'été         | Rome       | 12e      | Marathon      | 2 h 21 min 52 s 6 |

### Records
| Épreuve       | Performance     | Lieu | Date |
| ------------- | --------------- | ---- | ---- |
| 5 000 mètres  | 14 min 18 s 0   |      |      |
| 10 000 mètres | 29 min 37 s 6   |      | 1954 |
| Marathon      | 2 h 21 min 24 s |      | 1957 |